# إيبيك تين أولجاي
إيبيك تين أولجاي (بالتركية: İpek Tenolcay)‏ هي ممثلة تركية ولدت بتاريخ 12 يوليو 1970 في مدينة إسطنبول في تركيا، بدأت التمثيل في سنة 1996 وقد مثلت في العديد من المسلسلات والأفلام.

## روابط خارجية
- إيبيك تين أولجاي على موقع IMDb (الإنجليزية)
- إيبيك تين أولجاي على موقع روتن توميتوز (الإنجليزية)
- إيبيك تين أولجاي على موقع ألو سيني (الفرنسية)
- إيبيك تين أولجاي على موقع قاعدة بيانات الفيلم (الإنجليزية)
- إيبيك تين أولجاي على موقع كينوبويسك (الروسية)